# Frog River (Kechika River)
Der Frog River (englisch für „Frosch-Fluss“) ist ein linker Nebenfluss des Kechika River in der kanadischen Provinz British Columbia.

## Flusslauf
Der Frog River entspringt zentral in den Cassiar Mountains. Er durchfließt diese anfangs in nördlicher Richtung. Er wendet sich dann nach 50 km nach Nordwesten. Nach weiteren 20 km – bei der Einmündung des Jack Stone Creek – dreht der Frog River nach Nordosten. Schließlich erreicht der Frog River die Rocky Mountain Trench und mündet linksseitig in den Kechika River – oberhalb der Einmündung des Gataga River. Im Unterlauf durchfließt der Frog River das Schutzgebiet Dune Za Keyih Provincial Park and Protected Area. Der Frog River hat eine Länge von etwa 105 km.